# تايلر روثفين
تايلر روثفين (بالإنجليزية: Tyler Ruthven)‏ (18 يوليو 1988 بألفاريتا في الولايات المتحدة - ) هو لاعب كرة قدم أمريكي في مركز الدفاع. لعب مع كووبيون بالوسيورا ونادي براغي ونيويورك ريد بولز وفينيكس راسينغ وJacksonville Armada FC ‏ وكولورادو رابيدز يو-23 ‏ وChicago Fire U-23 ‏ وأتلانتا سيلفرباكس ونادي بان.

## وصلات خارجية
- تايلر روثفين على موقع الدوري الأمريكي (الإنجليزية)
- تايلر روثفين على موقع قاعدة بيانات كرة القدم.إي يو (الإنجليزية)